# Storeager
Storeager är en ö i Danmark.   Den ligger i Region Själland, i den sydöstra delen av landet. På ön förekommer gräsmarker.